# Yuri Borisov
Yuri Borisov (Vyshny Volochyok, 31 de dezembro de 1965) é um político russo que ocupou o cargo de vice-primeiro-ministro da Federação Russa de 2018 a 2021. Ele também atuou como vice-ministro da Defesa da Rússia de 2008 a 2018.
Durante seu mandato como vice-primeiro-ministro, Borisov foi responsável por supervisionar setores estratégicos da economia russa, incluindo a indústria de defesa e a Indústria aeroespacial. Ele desempenhou um papel importante na supervisão dos programas espaciais russos, incluindo as atividades da agência espacial Roscosmos.

## Biografia
Yury Borisov nasceu em 31 de dezembro de 1956 em Vyshny Volochyok. Ele se formou na Escola Militar de Tver Suvorov [ru] em 1974 e da Escola Superior de Comando de Radioeletrônica em 1978. Na década de 1980, ele estudou matemática na Faculdade de Matemática Computacional e Cibernética da Universidade Estadual de Moscou, onde se formou em 1985. Borisov é casado e tem dois filhos. Por 20 anos, de 1978 a 1998, ele se alistou nas Forças Armadas da União Soviética e da Rússia. Ele foi vice-chefe da Agência Federal da Indústria em outubro de 2007 e tornou-se vice-ministro da Indústria e Comércio em julho de 2008. Ele foi Comissário Militar-Industrial da Rússia em março de 2011 e, a partir de 12 de novembro de 2012, sob Decreto Presidencial, Borisov foi promovido a Vice-Ministro da Defesa da Federação Russa. 
Em 7 de maio de 2018, Borisov foi nomeado vice-primeiro-ministro para Defesa e Indústria Espacial no Segundo Gabinete de Dmitry Medvedev.
Em 15 de janeiro de 2020, Medvedev renunciou ao gabinete, depois que o presidente Vladimir Putin fez o discurso presidencial de 2020 à Assembleia Federal, no qual propôs várias emendas à constituição.
Em 2021 foi condecorado com a Ordem da República da Sérvia.
Em 2022, ele substituiu Dmitry Rogozin como o novo Diretor Geral da Roscosmos.

### Sanções
Sancionado pelo Canadá sob a Lei de Medidas Econômicas Especiais (SC 1992, c. 17) em relação à invasão russa da Ucrânia por violação grave da paz e segurança internacionais.